# Gåta
Gåta (från fsv. gata genom fnor. och isl. gete, "gissa") är ett kärnfullt och enigmatiskt uttalande, ofta i form av en fråga som inbjuder lyssnare att tolka vad som just sagts. Gåtan är en lek med ord och betydelser som kan ta många former, t.ex. en motstridig liknelse, en vits, en enkel sentens eller en rad vagt beskriva händelser som staplas på varandra.

## Definition
Att enhetligt definiera gåtan har varit ett långtgående mål hos forskare, som ännu inte lyckats. Detta eftersom gåtor, i någon mening, är en global genre som hittas hos folkslag över hela världen där essensen av ett metaforiskt/gåtfullt uttalande verkar återkomma – men som på olika platser uppträder under delvis olika sammanhang och med delvis skilda funktioner.
Den egentliga gåtan
Återkommande definitioner av gåtan hos forskare i västvärlden centreras kring den vanligaste formen av gåta: den egentliga gåtan (the true riddle), vilken karaktäriseras av en jämförelse mellan ett eller flera ting – där det ena liknas vid det andra.
Med Anna Birgitta Rooth termer består gåtan i två led, den har (1) ett fundamentalelement och (2) kompletterande element. Det första ledet beskriver föremålet i gåtan i förklädda och metaforiska ordalag, och det andra ledet beskriver någon konkret detalj som ska orientera lyssnaren mot svaret: Exempel: 
(1) Det står en man invid vår vägg,
 
(2) med lädersporrar och läderskägg.
Första ledet anger kön och en anknytning till gården, det andra ger närmare detaljer som gör att i princip bara kan vara ett, eller ett fåtal, svar i slutändan stämmer in på hela beskrivningen; svaret här är ”Tuppen”. Första eller andra ledet kan givetvis förlängas till mer än en rad, t.ex.:
Du kan kasta det över gården,
 
Du kan kasta det ner i brunnen

och över en flygande svala, 

men ändå behålla det. 
Svar: Blicken

I en del fall kan emellertid hela gåtan uppfattas som tillhörande båda kategorierna samtidigt:
När en inte vet vad det är,
 
så är det något;
 
När en vet vad det är, 
 
så är det inte vad det är.
 
Svar: Gåtan

Andra gåtor
Trots att gåtor i västvärlden ofta är i formen av just en jämförelse finns de i en rad andra former – skämtsamma eller prosaiska, metaforiska, moraliserande eller bara raka frågor. Redan tidiga gåtforskare (ref) har konstaterat hur det bara i Europa finns insamlat material i en myriad av former. Även om många olika sätt att namnge och organisera detta material har gjorts(refref), har man konstaterat att alla inte kan rymmas under samma beskrivning, utom då i mycket vaga termer. Exempel på gåtor som inte tillhör den egentliga gåtan är:
- Vad simmar i floden? 
 Svar: Fisk.
- Vilket träd är det tyngsta i världen? 
 Svar: Tiggarstaven [5]
- Vart flyga alla fåglar åt?
 Svar: Dit näbben pekar. [6]
- Vad är det som alla vill bli men ingen vill vara?
 Svar: Gammal (Rooth 1965:131)
- Tre kärringar, och andra tre, och tre och tre och trettiotre,'
 och tre sprang förut, och tre trava efter – hur många kärringar var det?
 Svar: Tre – för de andra var ju ”andra”, dvs inga kärringar.[7]
- Först vit, sen grön, sen röd, sen svart.
 Svar: En frukt. [8]

## Utbredning och Variation
Tidigare forskning har sett gåtgenren som ett i allt väsentligt eurasiatiskt fenomen, och att i den mån man faktiskt funnit gåtor i Nordafrika, Amerika etc. så skulle detta vara en följd av kolonisation och annan historisk kontakt med kulturer.
Synen på muntliga genrer har sedan dess förändrats och idag räknas gåtor som en vidare kategori, vilket hittas hos folkslag över hela världen. Eftersom gåtan är bunden till traditionella sätt för diktning och komposition skiljer sig uttrycken åt kulturer emellan, likaså innehållet; genren bygger på dubbeltydigheter, anspelningar och referenser som är knutna till kulturspecifika liknelser, associationskedjor eller tankesystem. Att översätta specifika gåtor mellan kulturer är därför långt ifrån alltid möjligt. T.ex. på frågan: ”Vad har ögon men kan inte se?” - finns det flera möjliga svar – nålen, potatisen, grenen eller knappen. Alla bygger på den dubbla betydelsen i språket att hålet i nålen och knappen, liksom groddknoppar på växter alla kallas för ”ögon”. Samma gåta kan hittas i länder där samma dubbeltydighet hittas i språket, t.ex. engelskan, – men blir för övriga lyssnare meningslös. En svensk gåta insamlad vid 1900-talets Östergötland början lyder: ”Va ska e människa ha, när ho ha lämna ifrå sä bå kropp å själ? - Svaret är Ölsoppa, men eftersom gåtan bygger på seder och tankesätt som gått ur tiden är den ändå knappast begriplig. För att bli det måste man inse att den som ”lämnat ifrån sig” kropp och själ refererar till en kvinna som fött ett barn. Vad bör en kvinna som genomlevt en förlossning ha? I Östergötland var det förr sed att grannkvinnor kom med ölsoppa, i andra landskap brännvin eller annan festlig förning.
Å andra sidan finns det ett par fall av gåtor som behandlar så allmänmänskliga i sina teman att de spridit sig över stora delar av jorden. Teman som verkar populära i princip överallt är att likna något vid människan - hennes kropp och förmågor, liksom hus. Gåtor som i igenkännbar form återhittats på flera kontinenter är dock relativt få. Två undantag utgör året och himlafenomen:
Ett trä' allena
me' tolv grena'.
 
Fyra redar på var gren,
 
sju ungar i var rede.
 
Var unge har sitt namn.
Svar: Året 
(Maiander 1915:43)
Min far har pengar så många att ingen kan räkna dem, 
en duk så stort att ingen kan vika den, 
 
och ett äpple så stort att ingen kan äta det. 
Svaret: Stjärnhimlen med stjärnor, himlavalvet och månen.